# كيغو هيغاشينو
كيغو هيغاشينو (باليابانية: 東野 圭吾) كاتب ياباني مشهور خاصة بروايات الغموض التي يكتبها. ولد هيغاشينو في أوساكا في الرابع من شهر فبراير عام 1958م.

## نبذة
بدأ هيغاشينو كتابة الروايات وهو لا يزال في مهندسًا في شركة نيبون دينسو (Nippon Denso Co) والعروفة الآن بـ دينسو. فاز هيغاشينو بجائزة إيدوغاوا رامبو - والتي تعطى لأعمال الغموض المتقنة التي لم تنتشر - عام 1985م لروايته هوكاغو (والتي تعني بعد المدرسة) وهو في 27 من عمره. بعد ذلك خرج من عمله وبدأ مشواره في الكتابة في طوكيو.
فاز عام 1999م بجائزة اليابان لكتاب الغموض لروايته سر والتي ترجمها كيريم ياسار إلى الإنجليزية، ونشرتها فيرتيكال (شركة) عام 2004م. وفي عام 2006 فاز بجائزة ناوكي بروايته إخلاص المشتبه س، وقد حصدت نفس الرواية جوائز أخرى مرموقة.

## أعماله
قائمة أعماله المتعلقة بالمتحري غاليليو
- روايات

- إخلاص المشتبه س، 2005، (باليابانية: 容疑者Xの献身، بالروماجي: Yōgisha X no Kenshin)
- خلاص قديس، 2008، (باليابانية: 聖女の救済، بالروماجي: Seijo no Kyūsai)
- هيميتسو (رواية)، 1999، (باليابانية: 秘密، بالروماجي: Himitsu)

- قصص فصيرة

- المتحري غاليليو، 1998، (باليابانية: 探偵ガリレオ، بالروماجي: Tantei Galileo)
- يوتشيمو، 2000، (باليابانية: 予知夢، بالروماجي: Yochimu)
- غاليليو نو كونو، 2008، (باليابانية: ガリレオの苦悩، بالروماجي: Galileo no Kunō)
- كيوزو نو دوكيشي، 2012، (باليابانية: 虚像の道化師 ガリレオ7، بالروماجي: Kyozō no Dōkeshi: Galileo 7)
- كيندان نو ماجوتسو، 2012، (باليابانية: 禁断の魔術 ガリレオ8، بالروماجي: Kindan no Majutsu: Galileo 8)

## اقرأ أيضًا
- المتحري غاليليو
- إخلاص المشتبه س

## روابط خارجية
- كيغو هيغاشينو على موقع IMDb (الإنجليزية)
- كيغو هيغاشينو على موقع ميوزك برينز (الإنجليزية)
- كيغو هيغاشينو على موقع قاعدة بيانات الفيلم (الإنجليزية)
- كيغو هيغاشينو على موقع ANN person (الإنجليزية)